# Máza, Baranya
Máza este un sat în districtul Komló, județul Baranya, Ungaria, având o populație de 1.268 de locuitori (2011). 

## Demografie
Componența etnică a satului Máza
     Maghiari (82,21%)
     Germani (11,54%)
     Romi (5,36%)
     Români (0,89%)
Componența confesională a satului Máza
     Romano-catolici (42,03%)
     Fără religie (11,91%)
     Luterani (4,34%)
     Reformați (2,84%)
     Atei (1,1%)
     Necunoscută (37,78%)
     Alte religii (0,87%)
Conform recensământului din 2011, satul Máza avea 1.268 de locuitori. Din punct de vedere etnic, majoritatea locuitorilor (82,21%) erau maghiari, existând și minorități de germani (11,54%) și romi (5,36%). Nu există o religie majoritară, locuitorii fiind romano-catolici (42,03%), persoane fără religie (11,91%), luterani (4,34%), reformați (2,84%) și atei (1,1%). Pentru 37,78% din locuitori nu este cunoscută apartenența confesională.